# Europäische Badminton-Hochschulmeisterschaft 2004
Die Europäische Badminton-Hochschulmeisterschaft 2004 fand vom 23. bis zum 26. September 2004 in Krakau statt. Es war die erste Austragung der Titelkämpfe.

## Sieger und Platzierte
| Disziplin    | Gold                                           | Silber                                     | Bronze                                                |
| ------------ | ---------------------------------------------- | ------------------------------------------ | ----------------------------------------------------- |
| Herreneinzel | Luka Petrič Universität Ljubljana              | Aleš Murn Universität Ljubljana            | Vahur Lukin EUSF Estonia                              |
| Herreneinzel | Luka Petrič Universität Ljubljana              | Aleš Murn Universität Ljubljana            | Zbigniew Jasiulewicz AZS Polen                        |
| Dameneinzel  | Maja Tvrdy Universität Ljubljana               | Kai-Riin Saluste EUSF Estonia              | Helen Reino EUSF Estonia                              |
| Dameneinzel  | Maja Tvrdy Universität Ljubljana               | Kai-Riin Saluste EUSF Estonia              | Piret Hamer EUSF Estonia                              |
| Herrendoppel | Aleš Murn Luka Petrič Universität Ljubljana    | Kamil Marcjan Jan Rudziński AZS Polen      | Mark Ward Donal Mangan University College Dublin      |
| Herrendoppel | Aleš Murn Luka Petrič Universität Ljubljana    | Kamil Marcjan Jan Rudziński AZS Polen      | Lech Dryżałowski Przemysław Jankowski AZS UW Warszawa |
| Damendoppel  | Maja Tvrdy Maja Kersnik Universität Ljubljana  | Helen Reino Piret Hamer EUSF Estonia       | Fiona Kelly Katrin Oliver University College Dublin   |
| Damendoppel  | Maja Tvrdy Maja Kersnik Universität Ljubljana  | Helen Reino Piret Hamer EUSF Estonia       | Agata Doroszkiewicz Paulina Matusewicz AZS Polen      |
| Mixed        | Luka Petrič Maja Kersnik Universität Ljubljana | Jan Rudziński Paulina Matusewicz AZS Polen | Aleš Murn Maja Tvrdy Universität Ljubljana            |
| Mixed        | Luka Petrič Maja Kersnik Universität Ljubljana | Jan Rudziński Paulina Matusewicz AZS Polen | Zbigniew Jasiulewicz Agata Stelmaszczyk AZS Polen     |
| Team         | Universität Ljubljana                          | Universität Mainz                          | EUSF Estonia                                          |
| Team         | Universität Ljubljana                          | Universität Mainz                          | AZS Polen                                             |